# Windpark Miombo Hewani
Windpark Miombo Hewani ist ein geplanter Windpark in Tansania.

## Lage
Miombo Hewani liegt in der Region Njombe, etwa 10 Kilometer nördlich der Stadt Makambako.

## Projekt
Im Jahr 2018 wurde das Umwelt- und Sozialverträglichkeitsprüfungszertifikat ausgestellt.
Der Windpark soll in drei Bauphasen mit je 100 MW Leistung errichtet werden. In der ersten Phase „Miombo Hewani I“ werden 34 Windräder von Nordex installiert, die vor allem die Stadt Makambako mit elektrischer Energie versorgen sollen. Die Inbetriebnahme ist für 2023 vorgesehen.

## Finanzierung
Das finnische Außenministerium hat eine Teilfinanzierung zugesagt.